# Offstage
Offstage este un film românesc din 2017 regizat de Andrei Huțuleac. Rolurile principale au fost interpretate de actorii Amalia Ciolan, Adrian Titieni, Tudor Aaron Istodor.

## Distribuție
Distribuția filmului este alcătuită din:
- Carol Ionescu
- Amalia Ciolan
- Nicoleta Hâncu
- Andrei Ciopec
- Adrian Titieni
- Vladimir Purdel
- Tudor Aaron Istodor
- Alin Florea